# Dichotomius calcaratus
Dichotomius calcaratus là một loài bọ cánh cứng trong họ Bọ hung (Scarabaeidae).